# Spermacoce pessima
Spermacoce pessima är en måreväxtart som beskrevs av Harwood. Spermacoce pessima ingår i släktet Spermacoce och familjen måreväxter. Inga underarter finns listade i Catalogue of Life.